# Fixace (histologie)
Fixace vzorku je v histologii klíčový krok v přípravě vzorku, který slouží k jeho ochraně před rozkladem a zároveň uchovává do co největší míry přirozený tvar a uspořádání makromolekul uvnitř buňky a v jejím okolí. Fixace ukončuje všechny probíhající biologické pochody a zvyšuje mechanickou stabilitu vzorku. Cílem fixace je zachovat buňky a tkáně v jejich přirozené podobě a umožnit jejich další zpracování.
Mezi běžné typy fixace patří:
- mechanická fixace – membrány
- chemická fixace – formaldehyd, ethanol
- elektromagnetická fixace – elektrostaticky nabitá sklíčka
- fixace teplotou – mrazová fixace

Fixaci dále napomáhá mechanické zachycení vzorku na podložku, k čemuž se využívá například želatina, polylysin nebo zalití do syntetické pryskyřice.

## Fixační tekutina
Fixační tekutina (zkráceně fixáž) se používá k fixaci trvalých mikroskopických preparátů. Fixací se rozumí rychlé usmrcení biologického materiálu a upevnění vnitřních struktur proti vlivům vnějšího prostředí. V průběhu odumírání totiž dochází ke změnám vnitřní struktury. Fixace navozuje koagulaci protoplazmy což zvýrazňuje vnitřní struktury. Fixační tekutiny jsou chemické směsi nejčastěji obsahující ethanol, formaldehyd, kyselinu octovou, k. propionovou, dichroman draselný či glutaraldehyd. Použití fixáže závisí na zájmu pozorovatele a následném typu barvení.

### Druhy fixačních tekutin
- cytologické preparáty
  - Navašinova fixáž – obsahuje 15 ml 1% oxidu chromového, 1,5 ml ledové kyseliny octové a 4 ml 40% formaldehydu. Fixuje dobře jádro a jaderné dělení. Délka fixace je 12-24 hodin, následné propírání v tekoucí vodě po dobu 12 h.
  - Němcova fixáž – obsahuje 25 ml 1% oxidu chromového, 25 ml 3% dichromanu draselného a 4 ml 40% formaldehydu. Fixuje dobře buněčné organely. Doba fixace 24-48 hodin, propírání v tekoucí vodě 18-24 h. Fixace se během této doby musí 3x vyměnit.
- histologické preparáty
  - FPA fixáž – obsahuje 90 ml 50%, nebo 70% ethanolu, 5 ml kyseliny propionové a 5 ml 40% formaldehydu. Fixuje lépe cytologické detaily než FAA fixáž. Je stála; následná barvitelnost je dobrá. Doba fixace je 6-24 hodin – preparát se následně propírá asi 12 h proudící vodou.
  - FAA fixáž – obsahuje 90 ml 50%, nebo 70% ethanolu, 5 ml ledové kyseliny octové a 5 ml 40% formaldehydu. Fixuje dobře chromozómy, ale špatně protoplasmu. Je stálá; následná barvitelnost objektů je dobrá. Doba fixace je 6-24 hodin – preparát se následně propírá asi 12 h proudící vodou.